# Віньєгра-де-Моранья
Віньєгра-де-Моранья (ісп. Viñegra de Moraña) — муніципалітет в Іспанії, у складі автономної спільноти Кастилія-і-Леон, у провінції Авіла. Населення — 63 особи (2010).
Муніципалітет розташований на відстані близько 110 км на північний захід від Мадрида, 28 км на північний захід від Авіли.

## Демографія
Динаміка населення (INE ):